# Matxa

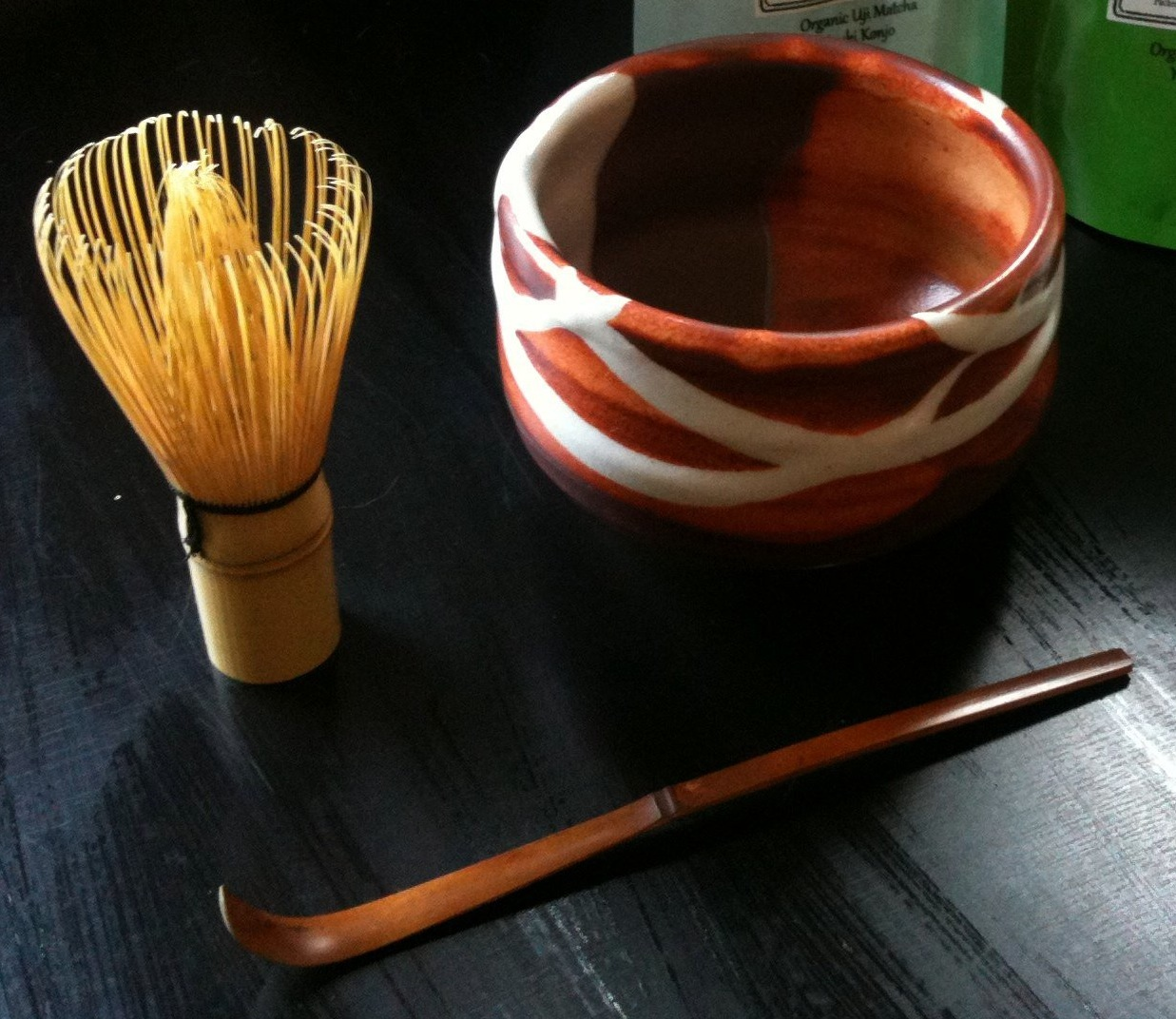
Utensilis per fer te matxa: brotxa de bambú (chasen), bol (chawan), i cullera (chashaku)

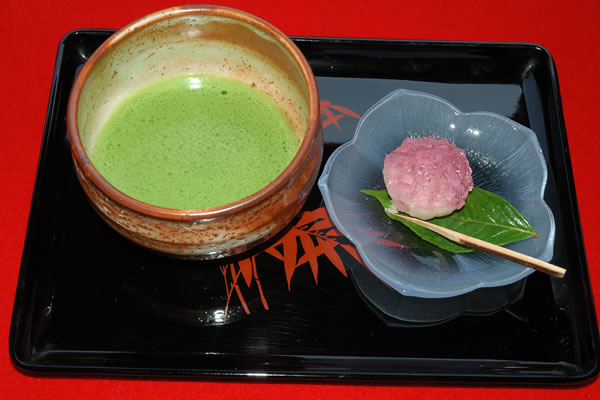
Bol de matxa en una safata lacada en negre amb un dolç tradicional

El matxa (japonès: 抹茶, IPA: [matːɕa]), també anomenat te japonès en pols, és un te verd molt que es fa servir en la cerimònia del te al Japó. S'obté de les fulles, netes del pecíol i la nervadura, de plantes cultivades temporalment a l'ombra, que produeix una infusió molt refrescant, amb un contingut de teïna elevat i un gust intens, lleugerament amargant però amb un punt de dolçor.
El te molt té el seu origen a la Xina de temps de la dinastia Song. L'any 1191, el monjo budista Eisai va portar el te molt al Japó, amb la introducció del budisme zen. Amb el temps, el te molt va desaparèixer de la Xina, però va arrelar al Japó gràcies als costums dels monestirs budistes. Més tard, les classes altes de la societat japonesa van adoptar aquest te, entre els segles XIV i XVI.

## Preparació
Abans de servir-ho, es passa el matxa per un colador molt fi per eliminar els grumolls, amb l'ajuda d'una espàtula de fusta. A la cerimònia del te, el matxa colat es diposita primer en un recipient anomenat xaki. Amb una cullera especial anomenada chashaku es posa una mesura (una culleradeta) en el bol de te. S'hi afegeix una mica d'aigua no gaire calenta. A continuació, s'agita la barreja ràpidament amb la brotxa de bambú anomenada chasen fins a obtenir una consistència cremosa amb escuma a la superfície. Tradicionalment, se serveix acompanyat d'un dolç anomenat wagashi.
El matxa és un ingredient de la rebosteria japonesa com el ja esmentat wagashi, o el kasutera, manju, monaka i el akigori. També s'empra per a batuts de llet, gelats, púdings i altres postres occidentals.